# Tobias Duthweiler
Tobias Duthweiler ist ein professioneller deutscher Pokerspieler.

## Pokerkarriere
Duthweiler spielt online unter den Nicknames dudd1 (PokerStars) und moneybyebye (Americas Cardroom). Auf der Plattform GGPoker war er als Ben ABC aktiv, ehe sein Account im August 2020 gesperrt und 180.000 US-Dollar seines Guthabens einbehalten wurden. Die Plattform erklärte dies damit, dass der Deutsche bereits auf Vorgängerplattformen von GGPoker aufgrund sogenannten „Bumhuntings“ – das gezielte Setzen an Cash-Game-Tische mit als schwach identifizierten Spielern – gesperrt worden sein soll. Nach der Ankündigung der Plattform, u. a. Duthweiler die Chance zur Freischaltung seines Accounts zu geben, wurde dieser wieder freigeschaltet und erzielte dort seitdem unter seinem echten Namen insgesamt vier Geldplatzierungen bei der World Series of Poker Online.
Seine erste Geldplatzierung bei einem Live-Pokerturnier erzielte Duthweiler Anfang Juni 2015 bei der World Series of Poker (WSOP) im Rio All-Suite Hotel and Casino in Paradise am Las Vegas Strip. Dort kam er beim in der Variante No Limit Hold’em gespielten Millionaire Maker in die Geldränge. Auch bei der WSOP 2016 erreichte er zweimal die Preisgeldränge. Im Januar 2019 belegte der Deutsche beim Main Event des Merit Poker Western Tournament im nordzyprischen Kyrenia den mit über 100.000 US-Dollar dotierten vierten Platz. Beim Main Event der partypoker Millions Vegas im Aria Resort & Casino wurde er Anfang Juli 2019 Achter und erhielt 100.000 US-Dollar. Wenige Tage später erreichte Duthweiler erstmals beim WSOP-Main-Event die bezahlten Plätze und schied am sechsten Turniertag auf dem mit knapp 120.000 US-Dollar dotierten 66. Rang aus. Im September 2021 beendete er das High Roller der partypoker Millions North Cyprus als Zweiter und sicherte sich rund 265.000 US-Dollar. Im Mai 2023 spielte der Deutsche an gleicher Stelle das Luxon Invitational der Triton Poker Series, ein Einladungsturnier mit einem Buy-in von 210.000 US-Dollar. Dort erreichte er mit dem kleinsten Chipstack den Finaltisch und gelangte dort anschließend ins finale Heads-Up, in dem er Ramin Hacıyev unterlag. Aufgrund eines zuvor ausgehandelten Deals sicherte sich Duthweiler seine bislang mit Abstand höchste Auszahlung von mehr als 3,6 Millionen US-Dollar.
Insgesamt hat sich Duthweiler mit Poker bei Live-Turnieren mehr als 4 Millionen US-Dollar erspielt.